# Kirchhaslach
Kirchhaslach település Németországban, azon belül Bajorországban. Lakosainak száma 1349 fő (2023. december 31.). Kirchhaslach Kettershausen és Babenhausen (Schwaben) községekkel határos.

## Népesség
A település népessége az elmúlt években az alábbi módon változott:
| Lakosok száma | 480  | 714  | 799  | 1157 | 1292 | 1266 | 1263 | 1261 | 1346 | 1349 |
|               | 1875 | 1950 | 1975 | 1987 | 2012 | 2014 | 2016 | 2017 | 2021 | 2023 |